# La figlia del re
La figlia del re è un album di Filippo Malatesta pubblicato nel 1992.

## Tracce
1. La figlia del re – 5:23
2. Contento io – 4:22
3. Biagio – 3:49
4. Denaro re – 4:38
5. La cruna dell'ago – 5:16
6. Niente per niente – 4:22
7. Non credo più a niente – 5:03
8. Attimi – 5:32
9. Onde – 4:14
10. Nottetempo – 4:57
11. La figlia del re (radio version) – 4:14